# フィリッポ・トゥラーティ

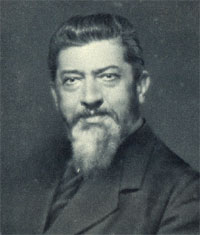
F・トゥラーティ

フィリッポ・トゥラーティ（Filippo Turati, 1857年11月25日カンツォ － 1932年3月29日パリ）は、イタリアの社会主義者である。

## 生涯
文学者、弁護士から社会運動へ入り、1885年にアンドレア・コスタと別居中であったロシア人アンナ・クリショフと出会い、生涯の同志・伴侶となる。ナロードニキであったアンナの影響によってマルクス主義やドイツ社会民主党に注目し、イタリアに労働者政党の設立を志す。1891年『クリティカ・ソチアーレ』誌を発刊し、マルクス主義の普及に努めた。
1892年、イタリア社会党を創立。その際盟友アントニオ・ラブリオーラの意向を受けて、アナキストを党のメンバーから排除した。彼の立場は与党主義と最小限綱領を掲げる党内右派であり、のちの1904年から1908年の間にトゥラーティから書記長の役職を奪うアルトゥーロ・ラブリオーラら革命的サンディカリストの革命派やエンリコ・フェリら非妥協派の党員と対立しており、1912年にベニート・ムッソリーニら革命派の主導でビッソラティらの改良主義右派が除名されてからは最右派となる。
第一次世界大戦に反対し、戦後はコミンテルンと協力するが、1920年のコミンテルン第2回大会では、「どんな場合でもコミンテルンへの加入を認められない名うての日和見主義者」として列記された。1921年、リヴォルノでの党大会で、「ロシア人はソヴィエトと共産主義インターナショナルを、彼ら自身の利益のために、彼ら自身の国家利益のために発明したのだ」と発言し、コミンテルンでも特にトロツキーから手厳しく批判を受ける。
1926年にコルシカを経てパリに亡命し、「反ファシスト連合」を主宰した。ロシアの社会主義者でも、アンジェリカ・バラバーノフには、その私心のなさ、大義への献身という点でレーニンと比べられている。ボリシェヴィキの政策が世界革命から一国社会主義へと傾くにつれ、ヨーロッパの社会主義政党がロシアのために犠牲になるのではないかという懸念を口にした最初の1人といえる。
1932年にパリで死去。第二次世界大戦後、遺体はミラノへ送られ、クリショフの隣に埋葬された。

## 著作
- Il delitto e la questione sociale. - Appunti sulla questione penale, (Unione autori, Milano 1883)
- Lo Stato delinquente, presso l'amministrazione della Plebe, (Milano 1883)
- Strofe, E. Quadrio, (Milano 1883)
- Socialismo e scienza. - A proposito di un nuovo libro di N. Colajanni, (Tip. Fratelli Giorgetti, Como 1884)
- Il canto dei lavoratori. Inno del Partito operaio italiano. Poesia di Filippo Turati con musica, (Tip. Fantuzzi, Milano 1889)
- Le 8 ore di lavoro.  - Sunto stenografico della conferenza pronunciata in Milano nel Teatro della Cannobiana il 1º maggio 1891, (Tip. degli Operai, Milano 1891)
- Questo non fu che il rendiconto, più o meno fedele, (di un discorso d'occasione, 1891)
- Il dovere della resistenza.  - Agli operai metallurgici di Milano. Seguito dall'Inno dei meccanici di F. Fontana, *Uffici della Critica sociale, (Milano 1892)
- La moderna lotta di classe, Critica Sociale, (Milano 1892)
- Il canto dei lavoratori.  - Inno del Partito socialista dei lavoratori italiani. Con musica, a cura della Sezione del Partito, (Zurigo 1893)
- Rivolta e rivoluzione, (Critica Sociale, Milano 1893)